# Anselmo Llorente
Anselmo Llorente – dystrykt w Kostaryce, w kantonie Tibás, w prowincji San José.

## Historia
Dystrykt Anselmo Llorente został założony na mocy Decreto Ejecutivo 1 dnia 8 stycznia 1953 roku.

## Geografia
Anselmo Llorente ma powierzchnię 1,36 kilometrów kwadratowych i leży na wysokości 1 155 m n.p.m..

## Demografia
Według zliczenia ludności w 2011 roku w dystrykcie Anselmo Llorente mieszkało 9 986 mieszkańców.

## Transport

### Transport drogowy
Przez dystrykt Anselmo Llorente biegną następujące drogi krajowe:
- Droga krajowa nr 32
- Droga krajowa nr 39
- Droga krajowa nr 101
- Droga krajowa nr 102
- Droga krajowa nr 117